# Місто науки й технологій короля Абдул-Азіза
Місто науки й технологій короля Абдул-Азіза (англ. King Abdulaziz City for Science and Technology, KACST; араб. مدينة الملك عبدالعزيز للعلوم والتقنية) — урядова організація в Саудівській Аравії, розташована в Ер-Ріяді, що містить багато різних наукових центрів. Організація була заснована в 1977 році як Національний центр науки та технологій Саудівської Аравії, а в 1985 році перейменована на Місто науки й технологій короля Абдул-Азіза.

## Історія
У 1977 році було засновано Національний центр науки й технологій Саудівської Аравії (англ. Saudi Arabian National Center for Science & Technology, SANCST), президентом якого став професор Ріда Обейд. Цей центр був створений як незалежна наукова організація, яка відповідає за просування науки й технологій в Саудівській Аравії. Пізніше назва була змінена на Місто науки й технологій короля Абдул-Азіза (англ. King Abdulaziz City for Science and Technology, KACST) на честь короля Саудівської Аравії Салмана ібн Абдул-Азіза Аль Сауда. У 1987 році Місто науки й технологій приєдналося до Міжнародної наукової ради як національний член.

## Організація
Науково-дослідний комплекс поділяється на такі науково-дослідні інститути:
- Дослідницький інститут атомної енергії
- Дослідницький інститут комп'ютерів та електроніки
- Інститут бензину й нафтохімії
- Дослідницький інститут енергетики
- Інститут ресурсів і розвитку
- Інститут астрономії та геофізики
- Інститут космічних досліджень

## Діяльність
У Місті науки й технологій реалізують Ініціативу короля Абдул-Азіза з арабського контенту — проєкт зі створення матеріалів арабською мовою. В межах цієї ініціативи здійснюють переклад журналу Nature арабською мовою під назвою Nature Arabic Edition і проводять заходи для покращення вмісту арабської Вікіпедії шляхом перекладу високоякісних статей з інших мов під назвою Wiki Arabi.
З 1988 року в Місті науки й технологій розвивають ядерні технології для застосування в Саудівській Аравії. Розташований у Місті науки й технологій Інститут космічних досліджень розробив кілька супутників, які використовують в наукових цілях: SaudiSat 5A, 5B, SaudiComSat-1, SaudiGeo-1 і SGS-1, Arabsat-6A. З 2006 року Місто науки й технологій співпрацює з CERN над створенням приладів для фізики елементарних частинок. У 2008 році Місто науки й технологій профінансувало наукову групу Gravity Probe B, допомагаючи їм завершити проєкт. У 2012 році Місто науки й технологій анонсувало перший електростатичний прискорювач у Саудівській Аравії.